# Neuburg an der Kammel
Neuburg an der Kammel (amtlich Neuburg a.d.Kammel) ist ein Markt im schwäbischen Landkreis Günzburg nördlich von Krumbach.

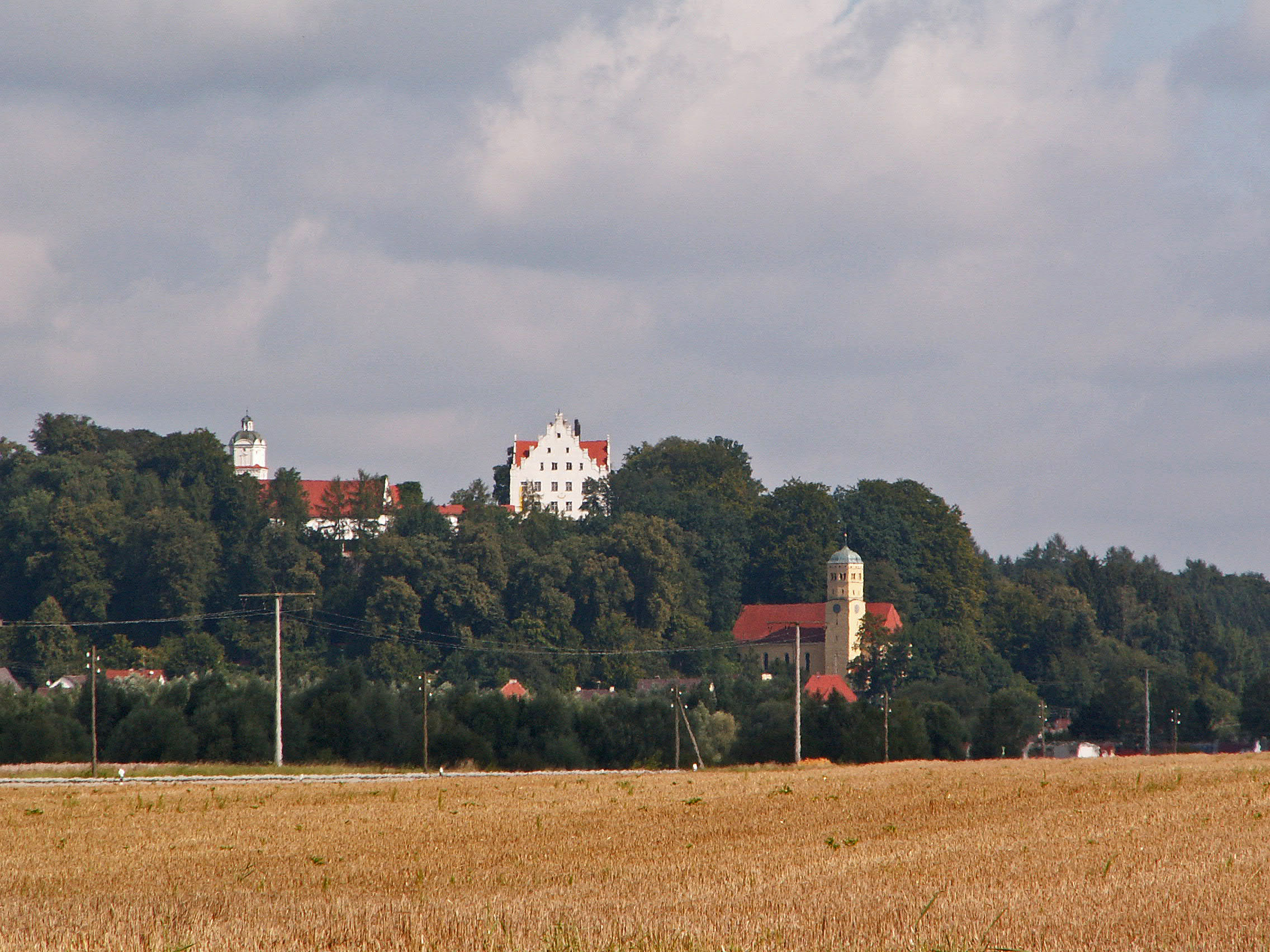
Neuburg an der Kammel von Süden

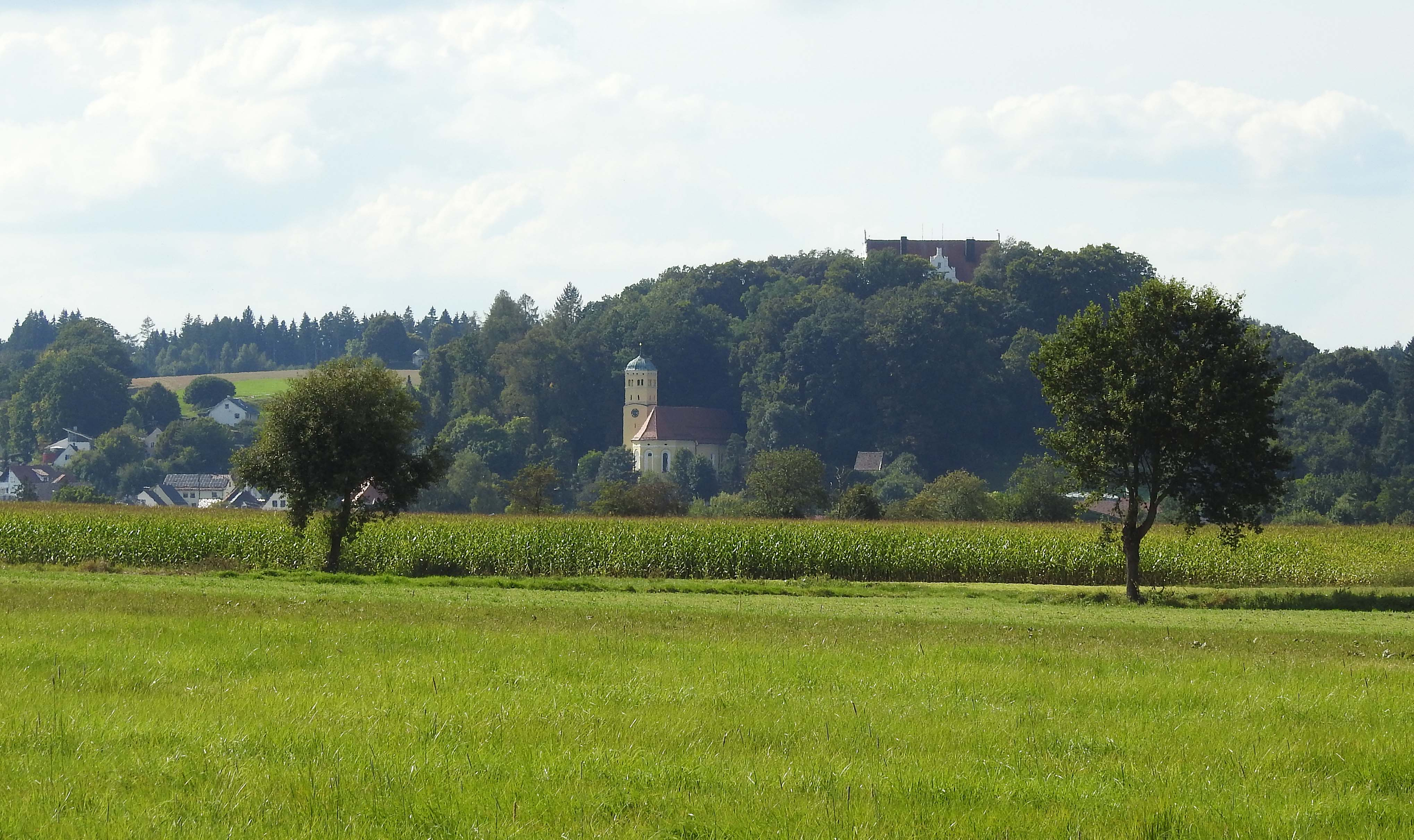
Neuburg an der Kammel von Osten

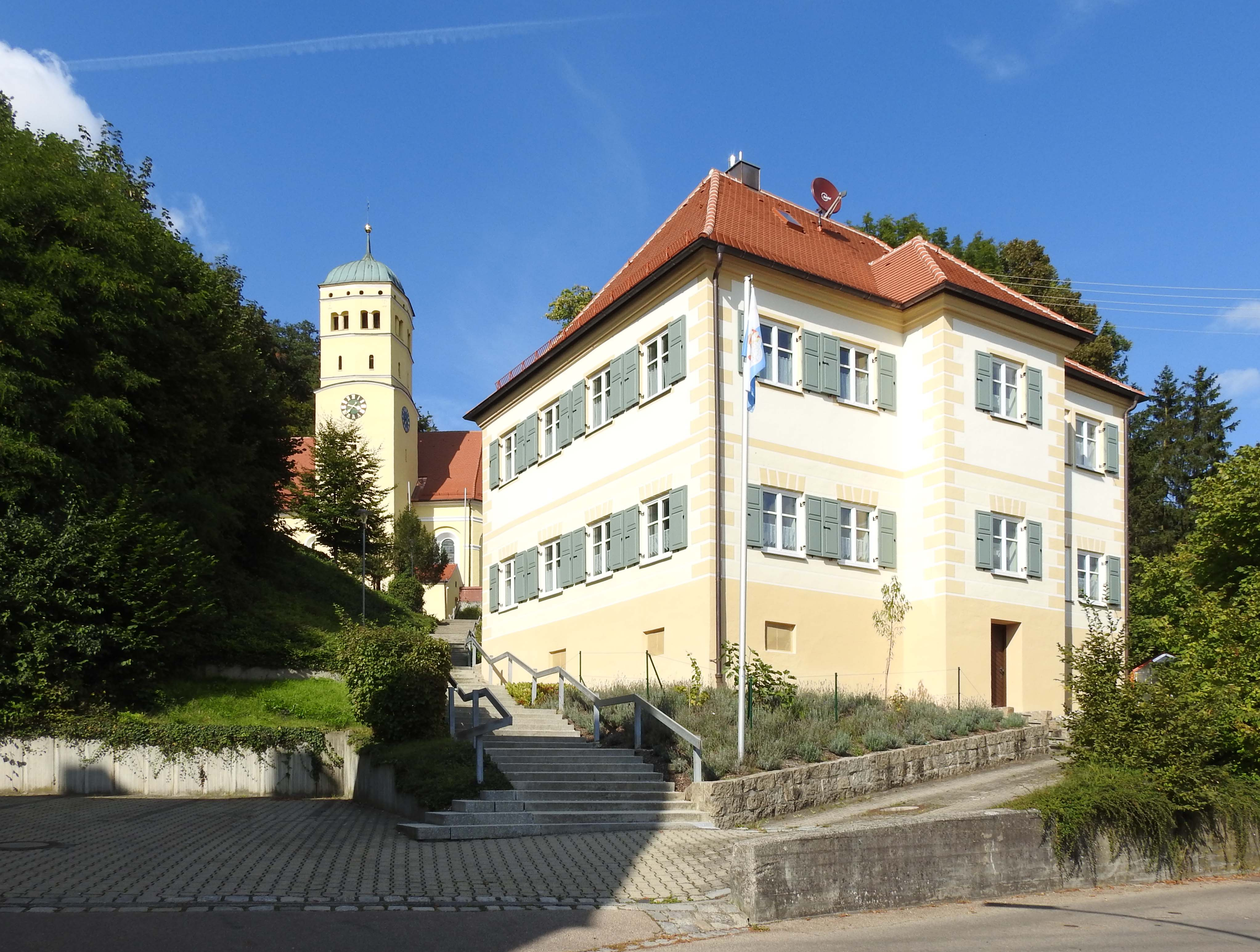
Pfarrhaus und Pfarrkirche Mariä Himmelfahrt

## Geografie

### Lage
Die Gemeinde liegt in der Region Donau-Iller an der Kammel in Bayerisch-Schwaben.

### Gemeindegliederung
Es gibt die Gemarkungen Langenhaslach mit Naichen, Edelstetten mit Marbach, Neuburg a.d.Kammel und Wattenweiler.
Die Gemeinde hat 9 Gemeindeteile (in Klammern ist der Siedlungstyp angegeben):
- Edelstetten (Pfarrdorf)
- Erisweiler (Einöde)
- Halbertshofen (Dorf)
- Höselhurst (Dorf)
- Langenhaslach (Pfarrdorf)
- Marbach (Einöde)
- Naichen (Dorf)
- Neuburg a.d.Kammel (Hauptort)
- Wattenweiler (Pfarrdorf)

Neuburg, Halbertshofen und Erisweiler liegen im Kammeltal, Marbach und Edelstetten im Tal des Haselbachs. Langenhaslach ist in dem Bereich, in dem der Haselbach in das Kammeltal übergeht und Naichen liegt an der Mündung des Haselbachs in die Kammel. Höselhurst und Wattenweiler liegen im Günztal.

### Nachbargemeinden
Im Norden grenzt die Gemeinde an die Gemeinde Kammeltal, im Nordosten an den Markt Burtenbach, im Osten an den Markt Münsterhausen, im Südosten an die Stadt Thannhausen und die Gemeinde Ursberg, im Süden an die Stadt Krumbach (Schwaben), im Südwesten die Gemeinde Deisenhausen, im Westen die Gemeinde Wiesenbach und im Nordwesten an die Gemeinde Ellzee.

## Geschichte

### Bis zur Gemeindegründung
Neuburg wird im Jahr 1209 erstmals urkundlich erwähnt. Die Herrschaft Neuburg an der Kammel gehörte zu der vorderösterreichischen Markgrafschaft Burgau. Das Lehen ging an folgende Adelsgeschlechter: Weißenhorn-Neuffen (1209–1347), Ellerbach (1348–1458), Rechberg zu Hohenrechberg (1460–1524) und Vöhlin v. Frickenhausen (1524–1816); Im Jahr 1347 wurde Neuburg das Stadtrecht verliehen, im 15. Jahrhundert ist es jedoch wieder zum Markt abgesunken. Kaiser Friedrich III. verlieh 1491 auf Bitten Ulrichs von Rechberg zu Hohenrechberg das Marktwappen. Mit der Rheinbundakte 1806 kam der Ort zum Königreich Bayern. Neuburg besaß das Marktrecht mit Eigenrechten.

### Eingemeindungen
Im Zuge der Gebietsreform in Bayern wurden am 1. Mai 1978 die Gemeinden Langenhaslach (mit Naichen) und Wattenweiler (mit dem am 1. Januar 1926 eingemeindeten Höselhurst) sowie Gebietsteile der aufgelösten Gemeinde Edelstetten (mit Marbach) eingegliedert.

### Einwohnerentwicklung
Zwischen 1988 und 2018 wuchs der Markt von 2825 auf 3144 um 319 Einwohner bzw. um 11,3 %.
| Jahr      | 1840 | 1871 | 1900 | 1939 | 1950 | 1961 | 1970 | 1987 | 1991 | 1995 | 2000 | 2005 | 2010 | 2015 | 2020 |
| Einwohner | 2739 | 2542 | 2344 | 2070 | 3521 | 2845 | 2747 | 2757 | 2902 | 3085 | 3043 | 3114 | 3110 | 3203 | 3146 |

Im Jahr 2004 verteilte sich die Einwohnerzahl von 3050 Einwohnern wie folgt auf die einzelnen Gemeindeteile:
| Gemeindeteil  | Einwohner |
| ------------- | --------- |
| Neuburg       | 1124      |
| Langenhaslach | 0676      |
| Wattenweiler  | 0551      |
| Edelstetten   | 0548      |
| Halbertshofen | 0082      |
| Naichen       | 0073      |
| Höselhurst    | 0062      |
| Erisweiler    | 0018      |
| Marbach       | 0016      |

## Religion
Wie im größten Teil von Mittelschwaben ist die Bevölkerung der Gemeinde mehrheitlich katholisch.

Bis zum Jahr 1675 gab es in Neuburg eine jüdische Gemeinde. 

## Politik
Der Marktgemeinderat hat 16 Mitglieder. Seit der Kommunalwahl am 15. März 2020 verteilen sich die Sitze auf folgende Listen:
| Partei/Liste             | Sitze | Stimmenanteil |
| CSU                      | 8     | 47,1 %        |
| SPD/Unabhängige Wähler   | 3     | 20,2 %        |
| Freie Wählergemeinschaft | 5     | 32,7 %        |

Gegenüber der Amtszeit 2014 bis 2020 verlor die CSU zwei Mandate an die Freie Wählergemeinschaft; SPD/Unabhängige Wähler haben unverändert drei Sitze.
Erster Bürgermeister ist seit 1. Mai 2020 Markus Dopfer (CSU); dieser erhielt als einziger Bewerber 95,7 % der Stimmen. Seine Vorgänger waren
- Rainer Schlögl von 2008 bis 2020 und
- Georg Schwarz (CSU/Freie Wähler) von 2002 bis 2008.

Im Jahr 2012 betrugen die Gemeindesteuereinnahmen 2637 T€, davon waren 1047 T€ Gewerbesteuereinnahmen (netto).

## Wappen
| Wappen von Neuburg an der Kammel | Blasonierung: „In Silber ein aus grünem Buschwerk wachsender roter Rehbock mit goldenen Stangen.“ |
| Wappen von Neuburg an der Kammel |                                                                                                   |

## Kultur und Sehenswürdigkeiten

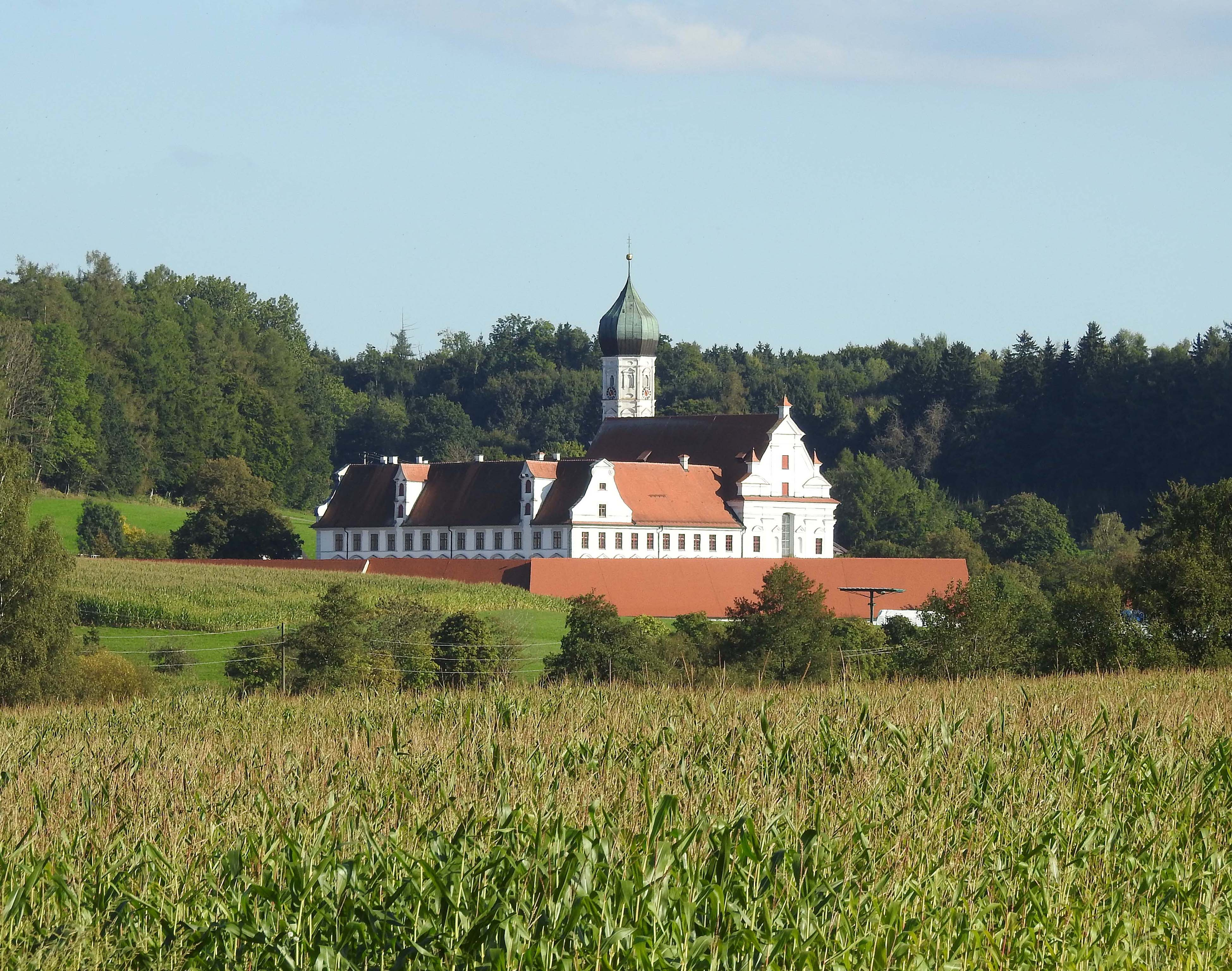
Schloss und Kirche Edelstetten von Nordwesten

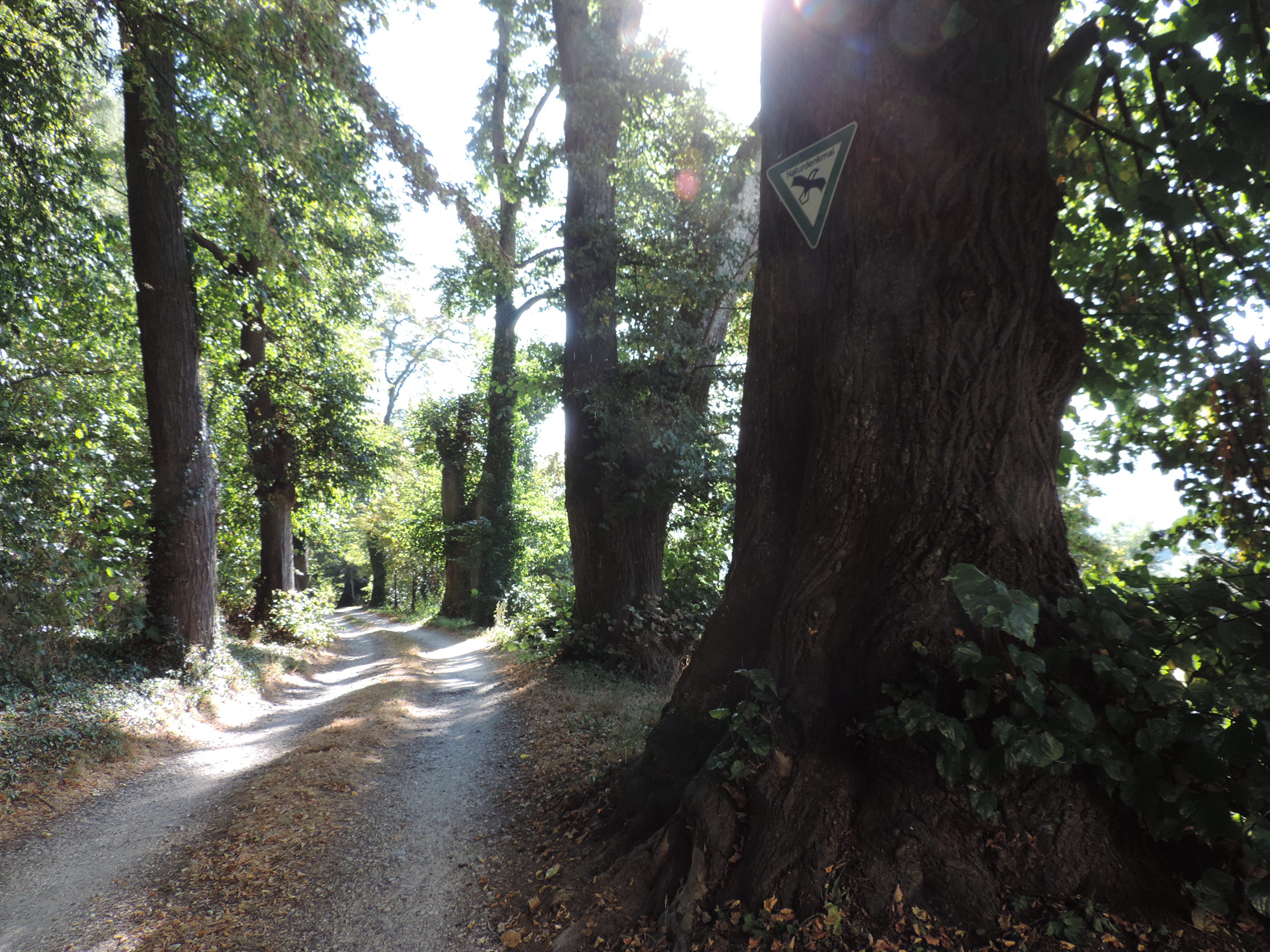
Lindenallee

- Das Schloss Neuburg an der Kammel besteht seit 1562.
- Das ehemalige Damenstift Kloster Edelstetten, heute als Schloss bezeichnet, ist einer der herausragenden Barockbauten im Landkreis Günzburg.
- Katholische Pfarrkirche und ehemalige Stiftskirche St. Johannes Baptist und Johannes Evangelist
- Hammerschmiedemuseum Naichen
- Unterhalb der Schlossanlage führt eine alte Lindenallee zur Pfarrkirche. Diese ist als Naturdenkmal ausgewiesen.

## Wirtschaft und Verkehr
Neuburg liegt wie die Ortsteile Langenhaslach und Naichen an der von Süden nach Norden im Kammeltal verlaufenden Staatsstraße St 2024. In Langenhaslach mündet die Staatsstraße 2023, die von Thannhausen über Edelstetten verläuft, in die Staatsstraße 2024. Durch Wattenweiler und Höselhurst verläuft die B 16. Außerdem hat Neuburg einen Haltepunkt an der Mittelschwabenbahn.
Neuburg, Halbertshofen und Erisweiler liegen am Kammeltal-Radweg, Höselhurst und Wattenweiler am Günztalradweg.

## Bildung
- Kindergarten (Neuburg)
- Grundschule (Neuburg)

## Söhne und Töchter der Gemeinde

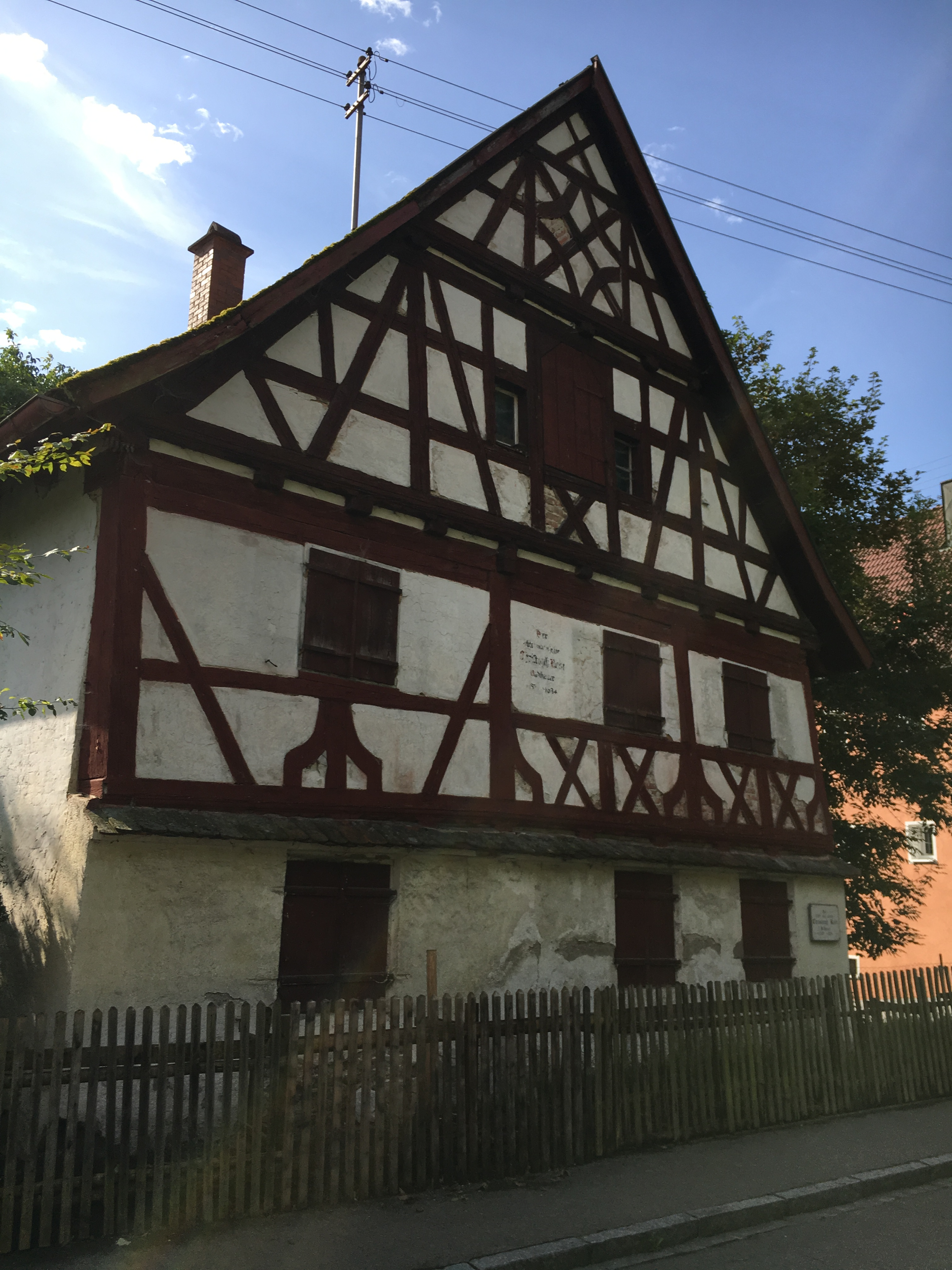
Lebens- und Wirkstätte des Bildhauers Christoph Rodt

- Christoph Rodt (* um 1575 in Neuburg; † 1634 in Großkötz) war ein Bildhauer des Frühbarock, dessen Werke vor allem in Mittelschwaben zu sehen sind; eines der Hauptwerke ist die Kreuzabnahmegruppe in der Pfarrkirche „Mariä Himmelfahrt“ in Neuburg.
- Johann Martin Kraemer (* 21. November 1713 in Edelstetten; † 5. März 1782), Baumeister und Architekt des Barock
- Paul Kuën (* 8. April 1910 in Neuburg; † 1997): Opernsänger war einer der führenden Charaktertenöre seiner Zeit.
- Kunibert (Blasius) Ott (* 2. Juli 1912 in Edelstetten; † 14. Juni 1952 im Gefängnis Oksadok, Nordkorea), Missionsbenediktiner, Märtyrer von Tokwon [10]